# Manhattan
Manhattan je otok i četvrt grada New Yorka (SAD). Njegova je poslovna (Wall Street) i kulturna jezgra (Columbia University, Lincoln Center s Metropolitan Operom, Carnegie Hall, Metropolitan Museum of Art, American Museum of Natural History, vodeća izdavačka djelatnost). Godine 2010. brojao je 1 585 873 stanovnika. Leži na istoimenom otoku (57 kilometara kvadratnih) između rijeka Hudson na zapadu i East River na istoku; mostovima, tunelima i trajektima povezan je s ostalim dijelovima New Yorka i New Jerseyem.
Godine 1626. Nizozemac Peter Minuit kupio je otok Manhatte od indijanaca Algonkina za škrinju tkanine i sitnice u vrijednosti od 24 dolara. Na Wall Streetu je cvjetala trgovina, a ulica je ime dobila po zidu koji je sagrađen kako bi držali Indijance podalje. Godine 1673. engleska flota dolazi ispred Novog Amsterdama te budući Nizozemci nisu imali streljiva za borbu, upravitelj Novog Amsterdama Peter Stuyvesant predaje grad engleskoj vojsci i Englezi ga preimenuju u New York. Najvažnije su banke i trgovačke tvrtke osnovane u njezinoj blizini. Ondje se nalazi i sjedište Federal Reserve Bank, koja se smatra najvažnijom institucijom u svijetu. Danas je smještena u neorenesansnoj zgradi koja je dovršena 1924. g. Jednako dojmljiva zgrada je Federal Hall, gdje je 1789. prvi predsjednik SAD-a, George Washington, položio zakletvu. Njegov se kip nalazi na ulazu u današnju neoklasicističku strukturu sagrađenu 1842. g. Četiri godine kasnije ponovno je sagrađena Trinity Church, na uglu ulica Broadway i Wall Street. U četvrti se nalaze i Chrysler Building, Rockefeller Center, Palača Ujedinjenih naroda, Central Park, Broadway, umjetnička četvrt Greenwich Village. Na sjeveru se nalazi Harlem.
Ogroman polupodzemni lokalitet nekadašnjeg Svjetskog trgovačkog centra, uništenog za vrijeme terorističkog napada 11. rujna 2001., ima mnogo aktivnosti. Takozvani "otisci" samih Blizanaca postat će mjesto gdje će se odavati počast poginulima, dok će Freedom Tower visok 540 m pozdravljati budućnost. Riječima njegovog arhitekta, Daniela Libeskinda: "Predstavljat će simbol naše živosti i optimizma nakon tragedije". To se vidi u Donjem Manhattanu, blizu vrha otoka koji više nema Blizance, što je vidljivo s Kipa slobode. Ovaj simbol SAD-a dar je Francuske iz 1886. za proslavu neovisnosti Amerike. Posjetitelji moraju savladati 354 stepenice kako bi došli do krune, na visini od 93 m, odakle se pruža panoramski pogled na Manhattan.